# Kreuzer
Kreuzer var en valutaenhet och mynt i Tyskland och Österrike.

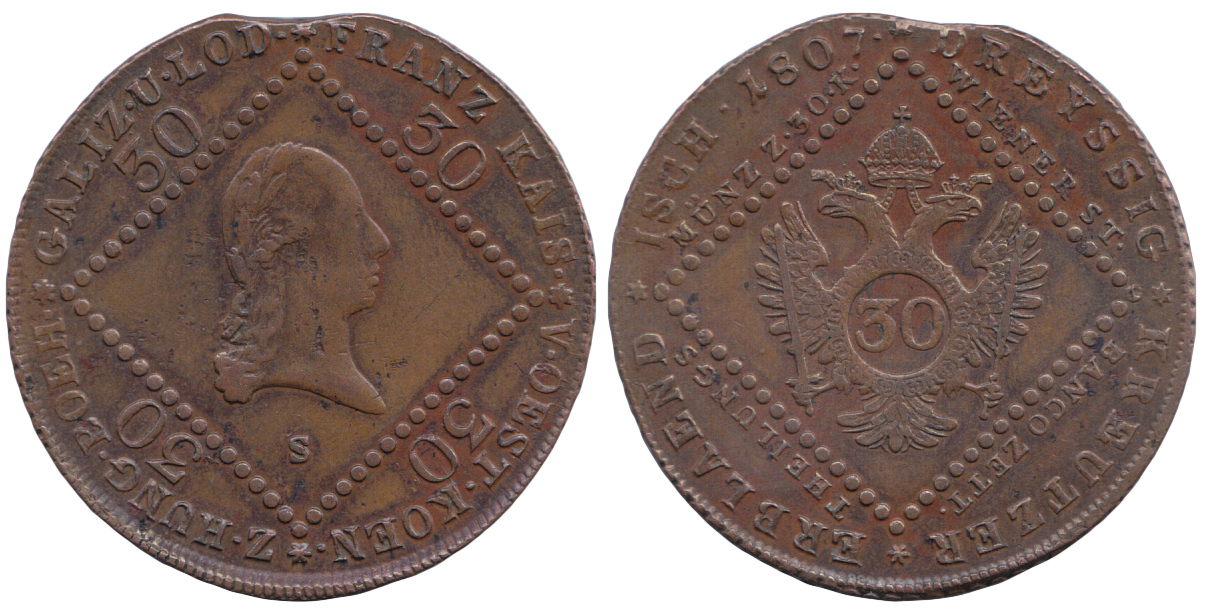
Mynt av 30 kruzers 1807. Kejsardömet Österrike, koppar.

Den första kreuzern präglades i grevskapet Tyrolen från 1271 och hade en finvikt på 1,44 gram silver.

## Tyskland
Kreuzer (tyska: kriuzer) var ett mindre silvermynt, som vid mitten av 1200-talet började präglas i grevskapet Tyrolen och fick namn av det kors (ty. kreuz), som förekom på myntet.
De äldsta har ett dubbelt kors, ordnat så, att det övre korsets armar ligger i vinklarna mellan det undres.
Kreuzern blev till slut ett skiljemynt av koppar, som ännu under 1800-talets senare hälft användes i Österrike och Sydtyskland. I Tyskland var 90 kreuzer en thaler, 60 kreuzer en gulden, och 4 pfennig motsvarade en kreuzer.
Förkortningstecken för kreuzer är ”xr”.
1632 präglades i Säter och Nyköping stora kopparmynt, som kallades "creutzer". De var avsedda för de svenska härarna i Tyskland. Samma år präglades i Tyskland för Gustaf II Adolf 20-, 15-, 10- och 3-kreuzerstycken av silver i Nürnberg samt 4-kreuzerstycken i Fürth och Würzburg.

## Österrike
Från 1400-talet myntades kreuzern i Österrike med en finvikt på omkring 0,5 gram silver, och infördes under 1500-talet i riksmyntsystemet. 90 kreuzer var då en taler, 60 kreuzer en gulden, och 4 pfennig en kreuzer. Kreuzern präglades huvudsakligen i Österrikes södra delar. Från 1700-talet präglades de även i koppar. I Österrike åren 1852–1892 var 100 neukreuzer = 1 gulden.